# Gottlieb Kiessling
Gottlieb Kiessling, auch Gottlieb Kießling, latinisiert Theophilus Kiessling (* 16. März 1777 in Reichenau; † 5. Januar 1848 in Zeitz) war ein deutscher Lehrer und Philologe.

## Leben
Gottlieb Kiessling war der Sohn des gleichnamigen Landwirts und Gerichtsältesten Gottlieb Kiessling (* 1750; † unbekannt) und dessen Ehefrau Anna Rosina Trenkler (* 1753; † unbekannt).
Seinen ersten Unterricht erhielt er bei dem Pfarrer Gottlob Traugott Schüller (1754–1793), der seinen weiteren Werdegang bereits früh mitprägte, weil er die Neigung zum klassischen Altertum förderte. 1790 besuchte er beim Rektor Christian Friedrich Olpe (1728–1803) die Kreuzschule in Dresden und begann Ostern 1796 ein Theologie-Studium an der Universität Leipzig. Dort hörte er die Vorlesungen bei Gottfried Hermann, der ihn in die Griechische Gesellschaft aufnahm und mit dem er bis an sein Lebensende befreundet blieb. Weiterhin hörte er die Vorlesungen beim Philologen Christian Daniel Beck, zu dem er ebenfalls einen freundschaftlichen Kontakt unterhielt. Seine Kommilitonen waren August Gotthilf Gernhard, Carl Erfurdt, Heinrich August Schott und Heinrich Gottlieb Tzschirner.
Gegen Ende seines Studiums übernahm Gottlieb Kiessling eine Hauslehrerstelle beim Leipziger Bürgermeister Christian Gottlob Einert, ging aber kurz darauf, nachdem er zum Dr. phil. promovierte, 1802 als Konrektor an das Lyzeum in Plauen. Im darauffolgenden Jahr wurde er als Konrektor an das Stiftsgymnasium in Zeitz zum Rektor Christian Gottfried Müller berufen.
Nachdem Christian Gottfried Müller verstorben war, wurde Gottlieb Kiessling am 16. März 1820 zu seinem Nachfolger als Rektor ernannt.
Er beschäftigte sich mit Altphilologie und veröffentlichte zahlreiche Schriften aus dem Altgriechischen.
Gottlieb Kiessling war verheiratet mit Anna Frieder (* um 1780; † unbekannt). Gemeinsam hatten sie zwei Söhne und vier Töchter. Von diesen sind namentlich bekannt: 
- Friedrich Wilhelm Gustav Kiessling (* 13. Juni 1809 in Zeitz; † 15. September 1884 in Königsbrunn bei Königstein in der Sächsischen Schweiz), Rektor des Joachimsthalschen Gymnasiums;
- Adolph Kießling (* 1807; † 1855), Pastor in Prittitz und Lehrer am Kadettenhaus; sein gleichnamiger Sohn Adolph Kießling wurde ebenfalls Philologe, der zweite Sohn Johann Kießling Pädagoge.

## Schriften (Auswahl)
- Jamblichi, Adhortatio ad philosophiam: Textum ad fidem cdd. mss. recensuit, interpretatione latina partim nova et animadversionibus instruxit M. Theophilus Kiessling. Lipsiae: F.C.G. Vogel, 1813.
- Chalcidensis Jamblichus; Gottlieb Kiessling; Ulricus Obrecht: De vita Pythagorica liber Graece et latine. Lipsiae, 1816.
- Teocrito; Johann Christian Daniel Schreber; Gottlieb Christoph Harles; Johann Gottlieb Kiessling; Iacopo Morelli: Theocriti Reliquiae graece et latine. Lipsiae: In Libraria Weidmannia, 1819.
- Theodori Metochitae Miscellanea philosophica et historica. Leipzig 1821.
- Lectionum Horatianarum specimen secundum. Cizae Webel 1824.
- Iōannou tou Tzetzou Biblion historikēs tēs dia stichōn politikōn alfa de kaloumenēs: Joannis Tzetzae Historiarum variarum chiliades graece. Lipsiae: Vogelii, 1826.
- Biblion Istorikēs tēs dia stichōn politikōn alpha de kaloumenēs: Historiarum variarum chiliades. Graece. Textum ad fidem duorum codicum monacensium recognovit, brevi adnotatione et indicibus instruxit. Lipziae : Sumptibus Fr. Chr. Guil. Vogelii, 1826.
- C. Cornelii Taciti Annales. Lipsiae: Teubnerus, 1829.
- De situ, moribus et populis Germaniae libellus. Lipsiae, 1832.
- De enunciatis hypotheticis in lingua graeca et latina. Enthalten in: Jahresbericht Gymnasium Zeitz. Zeitz Webel 1835.(Digitalisat)